# 44
44 (XLIV) var ett skottår som började en onsdag i den julianska kalendern.

## Händelser

### Okänt datum
- Kejsar Claudius återvänder från det brittiska fälttåget och firar triumf.
- Mauretanien blir en romersk provins.
- Ön Rhodos återinlemmas i det Romerska riket.
- Med Herodes Agrippas död (möjligen förgiftad av romarna), kontrolleras Judeen från och med nu av romerska guvernörer. Den förste i raden blir Cuspius Fadus, (fram till år 46), som krossar det uppror, som leds av Theudas, som blir halshuggen.
- Pomponius Mela skriver De situ orbis, en geografibok över jorden.

## Avlidna
- Aposteln Jakob (martyr)
- Agrippa I av Judeen
- Claudia Julia, brorsdotter till Claudius och Messalina (avrättad) (eller 43/45)